# 好多謝安琪吶喊演唱會2009
《好多謝安琪吶喊演唱會2009》是香港流行女歌手謝安琪在2008年底香港四大頒獎禮橫掃多個獎項後，於2009年5月首次舉辦她的紅磡體育館首場演唱會，由最初宣佈的三場增加至七場，日期為5月8日至5月16日，其中5月11日及5月12日因紅館舉行紀念中國四川省汶川大地震活動而暫停。為配合演唱會，謝安琪同時推出了全新廣東大碟《YELLING》（中文名：《吶喊》），而歌曲《吶喊》亦成為今次演唱會的主題曲，而謝安琪的唱片監制周博賢，則成為演唱會的總監。
另外，「好多謝安琪吶喊演唱會2009」的個唱服裝由Tomas Chan主理，以環保為主題，總共有7套華麗的舞衣。而其中曾經為Kylie Minogue設計世界巡迴演唱會服飾的Jean Paul Gaultier，更為謝安琪贊助一套橙色ruffles吊帶短裙壓軸出場。

## 演唱會大碟
- 好多謝安琪吶喊演唱會 2009 2 CD（2009年7月10日發行）
- 好多謝安琪吶喊演唱會 2009 3 VCD（2009年7月10日發行）
- 好多謝安琪吶喊演唱會 2009 KARAOKE 3 DVD（2009年7月17日發行）
- 好多謝安琪吶喊演唱會 2009 KARAOKE Bluray（2009年7月28日發行）

## 相關連結
- 謝安琪